# Ma Teng
 (février 2014).
Si vous disposez d'ouvrages ou d'articles de référence ou si vous connaissez des sites web de qualité traitant du thème abordé ici, merci de compléter l'article en donnant les références utiles à sa vérifiabilité et en les liant à la section « Notes et références ».
Ma Teng, mort en février 211, est un chef de guerre chinois.
Il contrôlait la Province de Liang en compagnie de son frère d'honneur Han Shui. Ma Teng et Han Shui ont essayé d'obtenir l'autonomie du gouvernement central des Han. 

## Biographie
Ma Teng était originaire de Maoling à Fufeng. Son père, Ma Ping, était un petit fonctionnaire à la commanderie de Tianshui, mais en raison d'une dispute il a été démis de ses fonctions, et vint habiter parmi les Qiang. Lorsque Ma Teng était jeune, il vivait dans une pauvreté extrême et il rassemblait du bois dans les montagnes pour le vendre et se faire de l'argent. Adulte, il mesurait 1,84 m. Il était féroce d'apparence, mais gentil avec les autres et sage, et été respecté par beaucoup. 
En 184, au cours des dernières années de règne de l'empereur Han Lingdi, le peuple Qiang s'est soulevé dans la province de Liang contre le gouvernement local en vertu de Beigong Yu et Li Wenhou. Ils ont été rejoints par des membres de la noblesse locale Han Shui et Bian Zhang. 
Le gouverneur officiel des Han de la Province Liang, Geng Bi, réunis ses forces pour mettre fin à la rébellion, et Ma Teng et volontaire avec ses fantassins. Ses compétences dans la bataille contre les rebelles ont été reconnues, et il gravi les échelons. Toutefois, lorsque Geng Bi a été tué dans une bataille contre l'armée rebelle, Ma teng a changé de camp et rejoint Han Shui. La rébellion sera finalement réprimée par le général des Han, Huangfu Song, mais Ma Teng s'est échappé avec les rebelles. 
Finalement, le gouvernement central accorda des titres à ceux qui se sont rebellés dans le but de les apaiser. Lorsque Li Jue et Guo Si se sont emparés du pouvoir à Chang'An après l'assassinat de Dong Zhuo, Ma Teng et Han Shui leur ont fait allégeance, et ont reçu les titres de Général qui conquit l'Est et de Général qui garde l'Occident. Cependant, la relation entre les deux parties devint rapidement aigrie, et Ma Teng et Han Shui menèrent leurs armées dans une tentative de prise de Chang'An. 
Ils se sont alliés avec le chef de la guerre Liu Yan, mais subirent des défaites des mains des généraux de Li Jue, Guo Si, Fan Chou et Li Li. Non seulement la perte de dix mille soldats fut un coup dur pour le moral des forces alliées, mais ils ont également fait face à une pénurie, Han Shui demanda à Fan Chou un entretien privé, au cours duquel il réussit à persuader celui-ci d’arrêter la poursuite en raison du fait qu'ils étaient de la même ville. 
Les forces alliées se retirèrent ensuite pour retourner à la Province Liang en toute sécurité. Bien que Ma Teng fût le frère d'honneur de Han Shui, ils se sont affrontés pour le contrôle de la Province Liang. Les combats arrivèrent à un point où ils ont tué les épouses et les enfants de l'autre clan. Cao Cao, qui venait de battre Yuan Shao à la bataille de Guandu, négocia la paix entre Ma Teng et Han Shui, qui ont ensuite prêté serment d’allégeance à Cao Cao et envoyèrent des troupes pour aider ce dernier dans sa guerre contre les héritiers de Yuan Shao.
Après cela, Ma Teng a été convoqué à Ye avec la plupart de sa famille. Il a été nommé Commandant de la garde Impériale de la capitale. 
Son Fils aîné survivant Ma Chao est resté dans la Province Liang avec Han Shui. Lorsque Ma Chao et Han Shui ont défié Cao Cao et ont pris les armes contre lui, Ma Teng, et tous les membres de sa famille qui l'accompagnait, soit deux cents personnes, ont été exécutés.

## Fiction
Dans la fiction, il aurait eu une fille, Ma Yunlu, qui se serait mariée avec Zhao Yun.